# Marca de Torino
Comitatul sau Marca de Torino (uneori, "Marca de Susa") a fost întemeiată în anul 941 de către regele Ugo de Arles al Italiei, care l-a numit pe Arduin Glaber ca guvernator. Arduin a capturat orașul Torino și valea râului Susa de la sarazini. Prin cuceririle sale ulterioare, Arduin a ajuns să se afle la conducerea unei mărci de mari dimensiuni, cu titlul de margraf, care va deveni utilizat în mod constant din anul 962. 
Marca de Torino, numită inițial marca Arduinica, s-a format prin reorganizarea teritoriului regnum Italicum în trei margrafiate pentru trei mari familii distincte: marca Arduinica, marca Aleramica și marca Obertenga.
Ulric Manfred al II-lea, cel mai puternic margraf (marchiz), a lăsat la conducerea mărcii pe fiica sa, Adelaida, care s-a căsătorit cu Otto de Savoia în 1046. După moartea soțului Adelaidei, fiii și nepoții acesteia au guvernat marca de Torino alături de ea, însă după moartea ei în 1091, autoritatea comitală în Torino a fost preluată de episcopul orașului (1092), iar orașul însuși a devenit comună (1091). Posesiunile teritoriale ale mărcii au fost absorbite de Comitatul Savoia, a cărei capitală urma să devină Torino peste câteva secole.
Anterior, în 1076, împăratul Henric al IV-lea, aflat în conflict cu mare parte din nobilimea locală și cu biserica, l-a numit Margraf de Torino pe propriul său fiu, Conrad al II-lea de Italia în vârstă de doi ani. Această putere nu a fost niciodată efectivă, iar titlul era pur nominal.

## Margrafi de Torino
Toți margrafii aparțineau familiei Arduinicilor. 
- 962 – 977 Arduin Glaber
- 977 – 1000 Manfred I
- 1000 – 1034 Ulric Manfred al II-lea
- 1034 – 1091 Adelaida, împreună cu soții săi succesivi:
  - 1037 – 1038 Herman al IV-lea de Suabia, duce de Suabia
  - 1041 – 1045 Henric de Montferrat, margraf de Montferrat
  - 1046 – 1060 Otto de Savoia, conte de Savoia